# Inno Nazionale della Repubblica
Nacionalna himna San Marina zove se jednostavno Inno Nazionale della Repubblica (hrvatski Nacionalna himna Republike) ili skraćeno Inno Nazionale.
Skladao ju je Federico Consolo, violinist i skladatelj, a Veliko i opće vijeće San Marina (Parlament) prihvatio ju je 11. rujna 1894. kao službenu himnu.

## Tekst
Službeno himna nema tekst. Giosuè Carducci napisao je tekst, međutim Vlada ga nikad nije službeno prihvatila.
Tekst na talijanskom glasi:
Oh antica Repubblica onore a te virtuosa onore a te generosa fidente, virtuosa.
Oh, Repubblica onore e vivi eterna con la vita e gloria d'Italia Oh Repubblica onore a te.

## Vanjske poveznice
- Nacionalna himna San Marina (MIDI datoteka)  Arhivirana inačica izvorne stranice od 13. listopada 2007. (Wayback Machine)